# Federazione austriaca di bridge
La Federazione austriaca di bridge (in tedesco Österreichischer Bridgesportverband - ÖBV) è la federazione nazionale di bridge dell'Austria. La sede si trova a Vienna, capitale dell'Austria. Paul Stern ha fondato questa federazione nel 1928 e ne è stato il primo presidente. La federazione è la più vecchia del mondo e include 4 federazioni regionali. Il presidente attuale è Doris Fischer e ci sono 3 vicepresidenti. La federazione conta 2.431 membri.

## Organizzazione
- Presidente : Doris Fischer
- Vicepresidente : Georg Engl (Regione Oeste)
- Vicepresidente : Jörg Eichhölzer (Regione Este), capitano della federazione
- Vicepresidente : Helmuth Ölsinger (Regione Sud)